# وايت (جورجيا)
وايت (بالإنجليزية: White, Georgia)‏ هي مدينة تقع في مقاطعة بارتو، جورجيا بولاية جورجيا في الولايات المتحدة. تبلغ مساحة هذه المدينة 2.5 (كم²)، وترتفع عن سطح البحر 262 م، بلغ عدد سكانها 670 نسمة في عام 2010 حسب إحصاء مكتب تعداد الولايات المتحدة.

## وصلات خارجية
- www.cityofwhitega.com
- Cities & Counties - Georgia.gov